# Leptostylus batesi
Leptostylus batesi är en skalbaggsart som beskrevs av Thomas Lincoln Casey, Jr. 1913. Leptostylus batesi ingår i släktet Leptostylus och familjen långhorningar.
Artens utbredningsområde är:
- Nicaragua.
- Panama.

Inga underarter finns listade i Catalogue of Life.